# Günter Anger Busbetrieb
Die Busbetrieb Günter Anger Güterverkehrs GmbH & Co. Omnibusvermietung KG, auch Busbetrieb Anger genannt, ist ein Busunternehmen mit Sitz in Potsdam.

## Geschichte
Das Unternehmen wurde im Jahr 1990 von Günter Anger als Busreiseveranstalter gegründet. Da nach dem Mauerfall und der daraus resultierenden Deutschen Wiedervereinigung 1990 viel gereist wurde und auch der Busbetrieb Anger davon profitierte, kamen bald weitere Reisebusse dazu. Kurze Zeit später begann der Einsatz als Subunternehmer bei dem Verkehrsbetrieb Potsdam, zusätzlich wurde von 1997 bis 2001 mit einem Umlauf auch im BVG-Auftrag gefahren. 1999 begann der Bau eines Betriebshofes in Potsdam-Marquardt. Seit Oktober 2020 ist das Unternehmen Betreiber der Flughafenbuslinie BER2. Es ist heute das größte private Busunternehmen in Brandenburg und Mitglied im Verkehrsverbund Berlin-Brandenburg.

## Betriebsbereiche

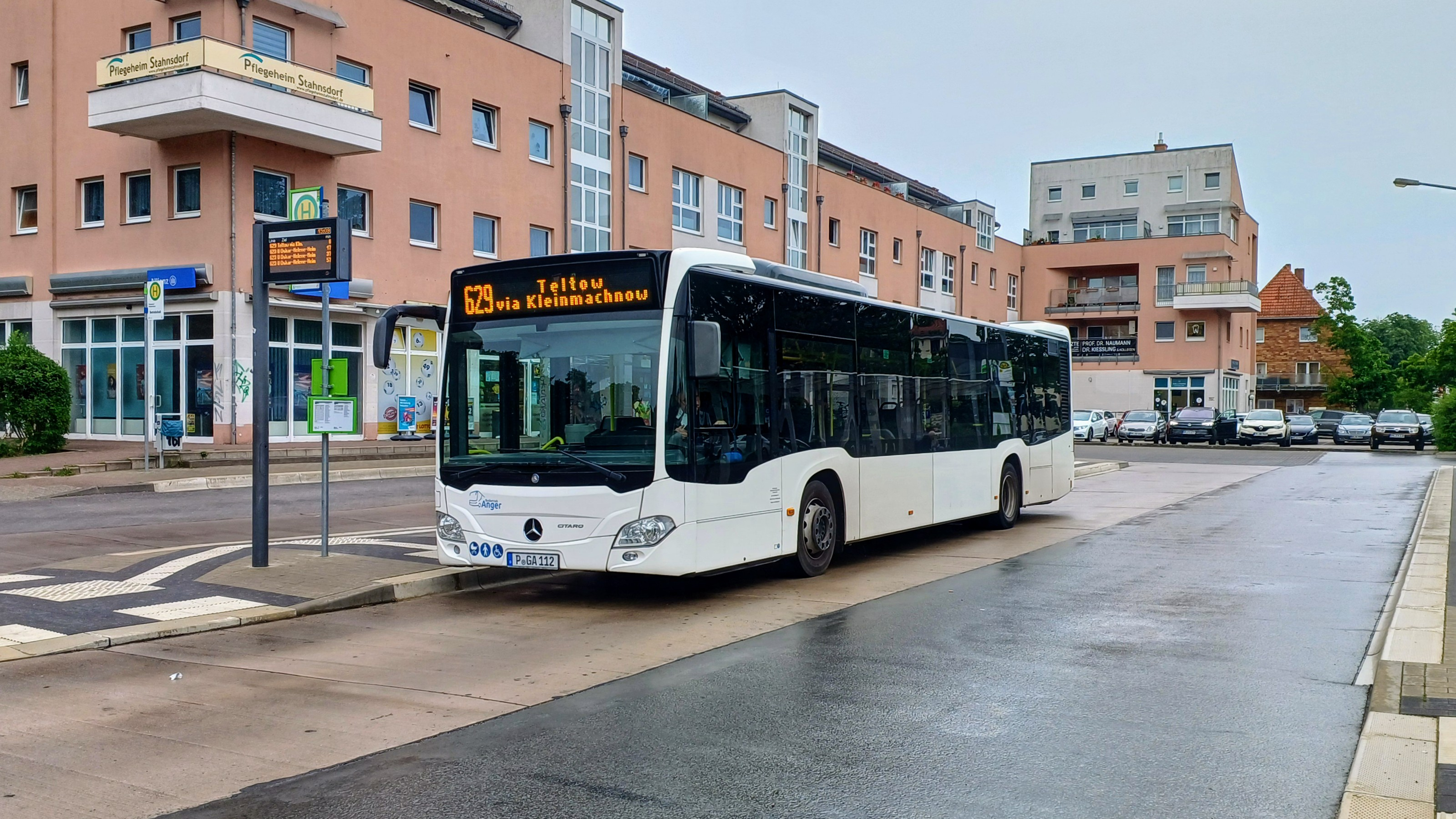
Ein C2 von Anger im Auftrag der Regiobus in Stahnsdorf

### Linienverkehr
Günter Anger fährt als Subunternehmer für den Verkehrsbetrieb Potsdam (ViP), wo es die Linien 603, 609, 612, 691, 697 und 698 nahezu komplett bedient. Darüber hinaus ist es auch für die Havelbus im Bereich Falkensee, Regiobus Potsdam-Mittelmark im Bereich Teltow sowie Verkehrsgesellschaft Teltow-Fläming (VTF) im Bereich Ludwigsfelde tätig. Seit Oktober 2020 ist Anger Betreiber der Flughafenbuslinie BER2, welche vom Flughafen BER über Teltow und Stahnsdorf zum Potsdamer Hauptbahnhof führt. Die Fahrzeit der Buslinie beträgt knapp eine Stunde.

### Sonstige Busverkehre
Seit Gründung des Unternehmens im Jahr 1990 bietet es Gruppen-, Schüler-, Pauschalreisen und Stadtrundfahrten mit ihren eigenen Reisebussen an.

## Fuhrpark
Für den Linienverkehr stehen 40 sowie für den Reiseverkehr weitere 10 Busse zur Verfügung, wobei je nach Konzession unterschiedliche Busvarianten vorgesehen sind. 
In der ViP- sowie Regiobus-Konzession werden hauptsächlich Mercedes-Benz Citaro 2 Solo eingesetzt, welche als Stadtbusse ausgeführt sind. Jene der ViP-Konzession tragen zusätzlich die Lackierung der Verkehrsgesellschaft. Des Weiteren gibt es einige Citaro 2 K für die Buslinien 691 und 698, Citaro 2 G und einen MAN Lion’s City A21.
Der Auftragsverkehr für Havelbus und VTF wird ausschließlich mit Überlandbussen bedient, wobei hier hauptsächlich auf die IVECO Crossway LE zurückgegriffen wird. Weiterhin wird auch ein MAN A78 bei Havelbus eingesetzt.
Die im ungefähren 1½-Stundentakt verkehrende Buslinie BER2 erfordert den gleichzeitigen Einsatz von zwei Bussen. Dafür fahren seit Juni 2024 zwei neue IVEVO Crossway LE mit Sonderbeklebung, welche die vorherigen drei C2 ersetzt haben, wobei einer noch als Reserve zurückgehalten wird. 
Für den Reiseverkehr stehen Busse der Marken IVECO, Mercedes-Benz und Setra zur Verfügung.